# Bălești, Vaslui
Bălești este satul de reședință al comunei Cozmești din județul Vaslui, Moldova, România.
Bălești, sat ce dateaza de pe vremea lui Stefan cel Mare (http://www.primariacozmesti.ro/re.do?cmd=classPage&id=211), este o așezare în Județul  Vaslui, situată la o altitudine de 121 metri deasupra nivelului mării, relief variat, altitudini ce nu depășesc 400 m (Dealul Băleștilor-Răzășie), cu o populație de peste 800 de locuitori, de religie ortodoxă (Biserica din lemn "Adormirea Maicii Domnului", din centrul satului, în cimitir, datând din 1806).
Satul  Bălești (http://satul.net/harta-balesti-vs/) prinde astăzi în componența sa zonele din partea de vest, cunoscute sub numele de Loturi și Loturi Unirea ( spre satul Fâstâci). Satul Loturi a fost înființat în urma reformei agrare a lui Alexandru Ioan Cuza; oamenii care au pus bazele satului sunt țărani veniți din zona Vrancei si au primit loturi de pămant acolo în anii '60 din sec. al XIX-lea. Pe harta Google, satul Bălești are forma perfectă a unui pistol medieval, orientat est - vest (https://www.google.ro/maps/place/B%C4%83le%C8%99ti+737177/@46.7149307,27.4661096,13z/data=!3m1!4b1!4m5!3m4!1s0x40ca7bbf1accb025:0xbbf4267a647b149e!8m2!3d46.7168143!4d27.5210946).
Vecini: satul Cozmești (include și Coasta Neagului) la N, 2 km,  satul Fâstâci la V, 6,6 km, satul Delești (comuna Delești) la E, 2 km, satul Fundatura (comuna Delești) la SE, aproximativ 4 km, satul Coșca (comuna Ivănești) la S, aproximativ 4,5 km (pe șosea, 41 km).
În sat funcționează în prezent Școala cu clasele I - IV Bălești (<a href="https://get.google.com/albumarchive/111003718608690914375/album/AF1QipPxc-T24uTUjhNb6VO5M6c2x8wb8b9SbQwhI8rk/AF1QipN8jqo_l-hDR_Y7N0TXGADDINdAbaupgTZZt8fP{{Legătură nefuncțională|date=martie 2024 |bot=InternetArchiveBot |fix-attempted=yes |url=https://get.google.com/albumarchive/111003718608690914375/album/AF1QipPxc-T24uTUjhNb6VO5M6c2x8wb8b9SbQwhI8rk/AF1QipN8jqo_l-hDR_Y7N0TXGADDINdAbaupgTZZt8fP }}" target="_blank">FOTO</a>. Ocupația de bază a locuitorilor este munca câmpului și creșterea animalelor, la care se adaugă micii întreprinzători (agenți economici și persoane autorizate) și salariații instituțiilor publice (primărie, școală, sănătate), etc.